# Cuba Nueva
Cuba Nueva es una localidad de Cuba, perteneciente al municipio de Pinar del Río, en la provincia de igual nombre. Se localiza al sur de la ciudad de Pinar del Río y está enclavada dentro del plan citrícola Enrique Troncoso.

## Historia
Fue construida a finales de la década de 1960, y en ella viven muchos pobladores que con anterioridad poblaban los campos del sur de Pinar del Río y sus descendientes.

## Características principales
Está conformada por múltiples edificios multifamiliares y casas individuales. La población local está empleada sobre todo en la agricultura, fundamentalmente cítricos y tabaco, además muchos trabajan en las escuelas cercanas, pues en esa zona existen varias escuelas en el campo, con régimen interno.